# Chiesa dell'Immacolata Concezione e di San Lazzaro
La chiesa dell'Immacolata Concezione e di San Lazzaro è un luogo di culto cattolico di Camaiore, in provincia di Lucca.

## Storia e descrizione
La chiesa francescana fu edificata con il convento annesso nel 1610. Davanti alla chiesa la cappellina del Crocifisso ricorda il passaggio e la sosta, sulla fine del Trecento, di una compagnia penitenziale dei Bianchi. 
La chiesa monastica, preceduta da un portico a doppio ordine da cui si accede anche al chiostro, ove molte lapidi restano a documentare sepolture di diverse nobili famiglie camaioresi, è a navata unica con sei altari laterali e un imponente altare maggiore del 1627 con la statua dell'Immacolata. Pregevoli il coro ligneo e i mobili di sacrestia. Tra i dipinti in chiesa è la pala con i Santi Giorgio, Bernardino, Francesco e altro non identificato, datata 1651 e firmata dal lucchese Tiberio Franchi e una pala centinata con lo Sposalizio mistico di Santa Caterina d'Alessandria e Sante, copia di un dipinto di Fra' Paolino dipinta nel 1622 dalla suora domenicana Aurelia Fiorentini.
L'organo a canne della chiesa, a trasmissione integralmente meccanica, con 10 registri su due manuali e pedale, è stato costruito nei primo anni 2010 da Nicola Puccini.